# Oligocladus sanguinolentus
Oligocladus sanguinolentus är en plattmaskart som först beskrevs av de Quatrefages 1845.  Oligocladus sanguinolentus ingår i släktet Oligocladus, och familjen Euryleptidae. Arten är reproducerande i Sverige.